# Nicolaus Draschwitz
Nicolaus Draschwitz (1408/09 urkundlich genannt) war ein sächsischer Amtshauptmann.

## Leben
Er stammte aus dem Adelsgeschlecht Draschwitz.
In den Jahren 1408 und 1409 wird er als Hauptmann des sächsischen Amtes Delitzsch urkundlich erwähnt.